# L'Astrea
L'Astrea (L'Astrée) è un romanzo pastorale francese, pubblicato dal 1607 al 1627 da Honoré d'Urfé.
Opera letteraria maggiore del XVII secolo, L'Astrea è chiamata a volte "romanzo dei romanzi", in primo luogo per le sue dimensioni, che fanno sì che venga considerata come il primo romanzo fiume della letteratura francese (5 parti, 40 storie, 60 libri, 5.399 pagine), ma anche per il notevole successo che ha avuto in tutta quanta l'Europa (tradotta in un gran numero di lingue e letta in tutte le corti europee).
Ancora oggi, quest'opera straordinaria è regolarmente ripubblicata, sia in edizioni integrali, sia in formato tascabile o perfino a fumetti. Le prime tre parti sono pubblicate nel 1607, 1610 e 1619, e quando d'Urfé muore nel 1625, il suo segretario Balthazar Baro avrebbe completato la quarta parte e realizzato un seguito (1632-1633). Ma secondo l'Enciclopedia Larousse (1863), la quinta e la sesta parte sarebbero state composte da Pierre Boitel, signore di Gaubertin, e pubblicate nel 1626.

## Sintesi
Sarebbe difficile, per non dire impossibile, fare una specie di riassunto de L'Astrea, che non a caso viene definita romanzo fiume o anche opera ad incastro. Il filo conduttore di questo libro resta comunque la storia d'amore perfetta tra l'eroina Astrea che dà il nome al romanzo e Céladon. Si tratta di due pastori della regione del Forez. Le perfidie di taluni personaggi, le ambizioni politiche di altri, le disavventure amorose dei due eroi costituiscono la maggior parte di questo romanzo estremamente denso e complesso, che contiene diverse altre peripezie vissute da personaggi che non hanno alcun legame con la storia centrale, ma che illustrano con le loro vite quelle vissute dai protagonisti.

## Collocazione geografica dell'opera
L'Astrea è ambientata nel Forez, regione francese situata a nord di Saint-Étienne, evocata in modo molto elogiativo nell'incipit del libro:
L'evidente fierezza dell'autore deriva probabilmente dal fatto che egli stesso abitò a lungo nella regione descritta, presso il castello rinascimentale della Bastia d'Urfé, costruito da suo nonno Claude d'Urfé. Inoltre, ed è per questo che il libro perdura attraverso i secoli fin dalla sua redazione, il teatro delle azioni narrate è sempre presente nel Forez e, avendo conservato gli stessi nomi, i luoghi e gli itinerari sono particolarmente propizi all'evocazione del romanzo. Ad esempio, il Lignon, presente ancor oggi in un luogo importante dell'opera di Honoré d'Urfé, è descritto dall'autore nel modo seguente:
L'Astrea ha talmente segnato lo spirito di questa regione, che il Forez è detto anche "Paese di Astrea".

## Influenze
Quest'opera ha avuto nei secoli un enorme successo ed è stata letta da moltissime persone, influenzando in tal modo numerosi autori francesi come Jean-Jacques Rousseau, Jean de la Fontaine o Molière, che la lessero durante la loro infanzia o la loro adolescenza. L'opera, inoltre, è una delle più importanti e significative della letteratura del XVII secolo, sebbene oggi il suo stile possa risultare un po' pesante ed artificioso per la sensibilità moderna.

## Astrea nella mitologia
L'eroina che appare nell'opera di Honoré d'Urfé è l'omonima divinità della mitologia greca, che ritorna in Gallia e che l'autore così descrive nella dedica del Tomo III, destinata al re: "Figlia di Zeus e di Temi: questa Astrea che la saggia antichità ha sempre identificato con la giustizia... ritornata nelle Gallie, la sua più antica e più gradevole dimora." Il richiamo a questo personaggio non è dunque casuale: L'Astrea, che rappresenta una sintesi feconda dei miti fondatori dell'Europa, pone al centro del suo messaggio la ricerca di una determinata etica, i temi della giustizia e della pace, esprimendo una visione del mondo sempre attuale.

### Edizioni originali
- 1607: 1ª parte
- 1610: 2ª parte
- 1619: 3ª parte
- 1627: 4ª parte
- 1628: 5ª parte

### Altre edizioni antiche
1733: L'astrée de M. D'Urfé, PASTORALE ALLEGORIQUE AVEC LA CLE. Nouvelle édition, où, sans toucher au fonds ni aux épisodes, on s'est contenté de corriger le langage et d'abréger les conversations, 5 tomi in 5 volumi, in-8°, presso Pierre Witte e Didot a Parigi nel 1733, illustrata da 12 stampe per volume, per la maggior parte incise su cuoio alla maniera di Gravelot. Ultima edizione antica de L'Astrea.

### Edizioni integrali recenti
- 1925: di Huges Vaganay, pubblicato sotto gli auspici della Diana
- 2005: di Eglal Henein della Tufts University (Stati Uniti) Deux visages de l'Astrée. Edizione critica elettronica della prima parte de L'Astrea
- 2006: di Reinhard Krüger, dell'Università di Stoccarda (Germania) Edizione in linea delle cinque parti de L'Astrea più la sesta parte apocrifa del romanzo

### Studi
- Eclaircissements sur l'histoire de L'Astrée, di Olivier Patru
- 1910: La vie et les œuvres d'Honoré d'Urfé, di O.C. Reure (Plon)
- 1977: Les inspirations et les sources de l'œuvre d'Honoré d'Urfé di Maxime Gaume (Centres d'études foréziennes)
- 1981: La symbolique de l'Astrée di Jacques Bonnet

### Fumetti
- 2002: L'Astrée d'Honoré D'Urfé, l'histoire d'Astrée et de Céladon, di Patrick Ballet (disegni) e Louis Bouchet (adattamento)

### Adattamento cinematografico
- Gli amori di Astrea e Céladon di Éric Rohmer, nel 2007